# Adelajda Zbysława
Adelajda Zbysława (ur. między 1157 a 1166, zm. 29 marca po 1213) – córka Bolesława Wysokiego, księcia śląskiego, i jego drugiej żony Krystyny.

## Życiorys
Imię Adelajda nawiązuje do dynastii Babenbergów, z której pochodziła babka księżniczki, Agnieszka. Drugie imię odziedziczyła po swojej prababce Zbysławie, pierwszej żonie Bolesława III Krzywoustego. Zapewne między 1175 a 1180 została żoną księcia morawskiego Dypolda II. Małżonkowie byli spokrewnieni ze sobą w stopniu czwartym dotykającym piątego, co w ówczesnych warunkach wymagało dyspensy papieskiej. Z tego małżeństwa pochodziło czworo dzieci:
- Dypold III Borzywoj,
- Sobiesław,
- Bolesław,
- Otto.

Po śmierci męża Adelajda Zbysława wróciła na Śląsk i zamieszkała w klasztorze cysterek w Trzebnicy. Zmarła najwcześniej w 1214, gdyż w tym roku miało miejsce poświęcenie krypty kościoła klasztornego, w której została pochowana.